# الدورة 9 للجنة التراث العالمي
الدورة التاسعة للجنة التراث العالمي انعقدت في الفترة ما بين 2 ديسمبر وحتى 6 ديسمبر من العام 1985، وذلك في مدينة باريس بفرنسا.

## الأعضاء
- الجزائر
- الأرجنتين
- أستراليا
- البرازيل
- قبرص
- جمهورية الكونغو
- فرنسا
- ألمانيا
- غينيا
- إيطاليا
- الأردن
- لبنان
- ليبيا
- مالاوي
- النرويج
- باكستان
- بنما
- السنغال
- سريلانكا
- سويسرا
- تركيا